# Flundre-Bjärke landsfiskalsdistrikt
Flundre-Bjärke landsfiskalsdistrikt var 1941–1964 ett landsfiskalsdistrikt i Älvsborgs län, bildat när Sveriges nya indelning i landsfiskalsdistrikt trädde i kraft den 1 oktober 1941, enligt kungörelsen den 28 juni 1941. Detta distrikt bildades genom sammanslagning av de två landsfiskalsdistrikten Bjärke och Flundre som hade bildats den 1 januari 1918 när Sveriges första indelning i landsfiskalsdistrikt trädde i kraft. Den 1 januari 1965 avskaffades i Sverige samtliga landsfiskaler och landsfiskalsdistrikt, och deras arbetsuppgifter delades upp på de nyskapade indelningarna polisdistrikt, åklagardistrikt och kronofogdedistrikt.
Landsfiskalsdistriktet låg under länsstyrelsen i Älvsborgs län.

## Ingående områden
Kommunerna i Bjärke härad hade tidigare tillhört Bjärke landsfiskalsdistrikt och kommunerna i Flundre härad hade tidigare tillhört Flundre landsfiskalsdistrikt. 1 januari 1951 ombildades Fuxerna landskommun till Lilla Edets köping. När Sveriges nya indelning i landsfiskalsdistrikt trädde i kraft den 1 januari 1952 (enligt kungörelsen 1 juni 1951) ändrades distriktets indelning genom kommunreformen 1952 men omfattningen ändrades inte.

### Från 1 oktober 1941
Bjärke härad:
- Erska landskommun
- Lagmansereds landskommun
- Magra landskommun
- Stora Mellby landskommun

Flundre härad:
- Fors landskommun
- Fuxerna landskommun
- Rommele landskommun
- Upphärads landskommun
- Åsbräcka landskommun

### Från 1951
Bjärke härad:
- Erska landskommun
- Lagmansereds landskommun
- Magra landskommun
- Stora Mellby landskommun

Flundre härad:
- Fors landskommun
- Lilla Edets köping
- Rommele landskommun
- Upphärads landskommun
- Åsbräcka landskommun

### Från 1 januari 1952
- Bjärke landskommun
- Flundre landskommun
- Lilla Edets köping